# Macronycteris thomensis
Macronycteris thomensis is een zoogdier uit de familie van de bladneusvleermuizen van de Oude Wereld (Hipposideridae). De wetenschappelijke naam van de soort werd voor het eerst geldig gepubliceerd door Bocage in 1891. Er werd een tijdje gedacht dat het een ondersoort van M. commersoni (de reuzenrondbladneus) was, maar die soort wordt nu beperkt tot de exemplaren van Madagaskar.

## Voorkomen
De soort is endemisch op het eiland Sao Tomé in de golf van Guinee ten westen van Afrika. Deze vleermuis wordt daar zowel gevonden in tropisch laaglandregenwoud als in veranderde leefomgevingen zoals plantages. Het is op het eiland een vrij algemene soort die in groepen van meer honderd exemplaren kan worden aangetroffen. De soort wordt als niet bedreigd aangemerkt.

## Leefwijze
Het broedseizoen valt elk jaar in het regenseizoen. Het vrouwtje heeft een enkel jong na een draagtijd van vier maanden. Het voedsel bestaat uit met name uit grote insecten als kevers en cicaden.